# نسیم امیرعلیان
نسیم امیرعلیان نانوتکنولوژیست ایرانی-استرالیایی و پژوهشگر ارشد دانشگاه کوئینزلند است و در این دانشگاه، رهبری گروه تحقیقات مواد زیست‌نگر در مؤسسهٔ استرالیایی مهندسی زیستی و نانوتکنولوژی را بر عهده دارد. امیرعلیان برای کارش بر روی نانوالیاف شناخته شده است. او از برندگان جایزهٔ پنج زن برتر در جهان علم در سال ۲۰۱۸ و هشت زن استرالیایی که دنیای علم را تکان می‌دهند است.